# Gyostega floccosa
Gyostega floccosa là một loài bướm đêm trong họ Geometridae.